# Rödbröstad lövkastare
Rödbröstad lövkastare (Sclerurus scansor) är en fågel i familjen ugnfåglar inom ordningen tättingar.

## Utseende och läte
Rödbröstad lövkastare är en genomgående brun fågel med lång och slank näbb. Bröstet är rostrött, liksom övergumpen, och strupen är vit. Sången består av en vass, fallande drill.

## Utbredning och systematik
Rödbröstad lövkastare delas in i två underarter med följande utbredning:
- Sclerurus scansor cearensis – förekommer i nordöstra Brasilien (Ceará och norra Bahia)
- Sclerurus scansor scansor – förekommer från östra Brasilien (Goiás) till östra Paraguay och nordöstra Argentina

Sedan 2016 urskiljer Birdlife International och naturvårdsunionen IUCN cearensis som den egna arten "cearálövkastare". 

### Familjetillhörighet
Lövkastarna placeras traditionellt i familjen ugnfåglar (Furnariidae), men urskiljs av vissa som en egen familj tillsammans med minerarna i Geositta efter DNA-studier.

## Levnadssätt
Rödbröstad lövkastare hittas i fuktiga skogar. Den håller till på marken där den likt en trast gräver bland torra löv efter föda, därav namnet. Arten är mycket skygg och svår att få syn på.

## Status
IUCN hotkategoriserar underarterna (eller arterna) de var för sig, scansor som livskraftig och cearensis som sårbar. 